# Пролећна изложба УЛУС-а (1990)
Пролећна изложба УЛУС-а (1990) је одржана у Крагујевцу, у Народном музеју, у периоду од 20. марта до 8. априла 1990. године и одржана је у галеријском простору Удружења ликовних уметника Србије односно у Уметничком павиљону "Цвијета Зузорић", у Београду у периоду од 10. до 30. априла 1990. године.

## Награде
На овој изложби су додељене следеће награде:
- Златна палета - Момчило Митић
- Златна игла - Гордан Петровић

## Излагачи

### Сликарство
1. Селена Вицковић
2. Симон Ђермановић
3. Мирослав Ђорђевић
4. Милица Којчић
5. Властимир Мадић
6. Надежда Марковић
7. Срђан Марковић
8. Владимир Милић
9. Момчило Митић
10. Данка Петровска
11. Бранко Раковић
12. Кемал Рамујкић
13. Владимир Рашић
14. Рада Селаковић
15. Тодор Стевановић
16. Мића Стоиљковић
17. Слободанка Ступар
18. Зоран Тодовић
19. Станка Тодоровић
20. Јасна Тополски
21. Мирко Тримчевић
22. Радован Хиршл

### Графика
1. Веселин Вукашиновић
2. Милица Јелић
3. Бранимир Карановић
4. Душица Кирјаковић
5. Драгослав Кнежевић
6. Бранко Павић
7. Зоран Марјановић
8. Миодраг Млађовић
9. Драган Момиров
10. Гордана Петровић
11. Небојша Радојев
12. Мехмед Слезовић
13. Љиљана Стојановић
14. Ратко Танкосић
15. Зорица Тасић
16. Бранислав Фотић
17. Драгиша Ћисић
18. Златана Чок

### Скулптура
1. Гордана Каљаловић Одановић
2. Радомир Кнежевић
3. Милан Р. Маринковић
4. Балша Рајчевић
5. Мирослав Савков
6. Сава Халугин

### In мемоriam
1. Гордана Јоцић
2. Небојша Митрић
3. Споменка Павловић
4. Бранко Станковић
5. Милан Четник
6. Зулфикар Зуко Џумхур